# Gustav Manning
Gustav Rudolf Manning (auch: Gus Randolph Manning, Randolph G. Manning; * 3. Dezember 1873 in Lewisham, London; † 1. Dezember 1953 in New York) war ein deutsch-britisch-US-amerikanischer Fußballfunktionär. Er war Ende des 19. Jahrhunderts in Berlin und Süddeutschland an der Gründung und Führung von Fußballvereinen beteiligt, vertrat auf der Gründungsversammlung des DFB mehrere Vereine des süddeutschen Fußballverbands und war nach seiner Auswanderung in die Vereinigten Staaten Mitgründer und erster Vorsitzender des ersten landesweiten Fußballverbands der USA.

## Leben
Der im Londoner Vorort Lewisham geborene Gustav Manning war einer von vier Söhnen des ursprünglich aus Königsberg in Ostpreußen stammenden jüdischen Kaufmannes Wolfgang Gustav Mannheimer. Dieser verkaufte Anfang der 1880er Jahre seine Firma und siedelte nach Berlin über, behielt aber wie die ganze Familie den anglisierten Namen „Manning“ bei. In Berlin traten Vater und Söhne dem Berliner Cricket-Club bei, wo Cricket und Fußball gespielt wurde. Die Söhne Fred und Gustav spielten in diversen Berliner Vereinen Fußball, unter anderem ab 1893 bei dem in diesem Jahr gegründeten VfB Pankow. Gustav Manning, der sich, seine englische Herkunft betonend, bisweilen Gus Randolph Manning nannte, freundete sich dort mit seinem Mitspieler Franz John an, der einige Jahre später einen Verein namens FC Bayern München gründen sollte.

Gustav Manning (vordere Reihe, 2. von rechts) mit der Mannschaft des Freiburger FC im Jahr 1898

Gustav Manning absolvierte nach seiner Schulzeit ein Studium der Medizin, zunächst drei Semester an der Berliner Humboldt-Universität, anschließend im Südwesten Deutschlands in Freiburg im Breisgau. Dort promovierte er auch zum Doktor der Medizin. Neben seiner Tätigkeit als Assistenzarzt an der Medizinischen Universitäts-Poliklinik in Straßburg spielte er beim Straßburger FV Fußball. Ende 1897 war Manning Mitgründer, aktiver Spieler und erster Vorsitzender des Freiburger FC. Nach seiner Rückkehr nach Berlin war er als Spieler und Vorsitzender (1898–99) des VfB Pankow aktiv.
In seiner Funktion als Schriftführer des Verbands Süddeutscher Fußball-Vereine (VsFV) vertrat Manning im Januar 1900 auf der Gründungsversammlung des Deutschen Fußball-Bunds mehrere süddeutsche Vereine. Er sitz im Komitee, der für einheitliche Regeln für Fußball und Rugby ausarbeitet. Sein Bruder Fred wurde trotz seines britischen Passes erster Schriftführer des DFB und war mit der Ausarbeitung der Verbandsstatuten nach englischem Vorbild betraut. Er trat jedoch schon im Oktober von seinem Amt zurück.
Manning wanderte 1905 aus beruflichen Gründen in die USA aus und gründete dort am 5. April 1913 in New York den Fußballverband United States Football Association, der ihn am 21. Juni desselben Jahres zum ersten Vorsitzenden wählte. Gustav Manning wurde 1948 als erster Amerikaner Mitglied des Exekutivkomitees der FIFA. Er setzte sich auf dem Fußball-Weltkongress in Rio de Janeiro 1950 maßgeblich dafür ein, Deutschland wieder in den Weltverband aufzunehmen. Seine Bemühungen führten dazu, dass Deutschland 1954 wieder an einer Fußball-Weltmeisterschaft teilnehmen durfte.
Gustav Manning, der bereits 1950 in die National Soccer Hall of Fame aufgenommen wurde, starb kurz vor seinem 80. Geburtstag. Er wurde auf dem Arlington National Cemetery begraben.

## Paul, Fred und Philipp Manning
Gustav Mannings Brüder, Paul und Fred, ebenfalls in England geboren, waren wie er im Berliner Fußball aktiv. Sie schlossen sich dem VfB Pankow kurz nach dessen Gründung an und überzeugten die jungen Cricketspieler vom Reiz des Fußballspiels.
Über Paul Manning sind keine genauen Lebensdaten bekannt. Fred Manning (eigentlich Friederich; * 1871; † 1960) hingegen war wie sein jüngerer Bruder Gustav einer der Teilnehmer der Gründungsversammlung des DFB und der erste Schriftführer, er vertrat dort den VfB Pankow. Er widmete sich offenbar schon frühzeitig der Sportberichterstattung und wandte sich neben dem Fußball auch der in der bürgerlichen Oberschicht im Kontinentaleuropa des frühen 20. Jahrhunderts aufkeimenden Sportart Lawn-Tennis zu. Fred Manning war Herausgeber der ersten sich exklusiv diesem Sport widmenden Publikation Der Lawn-Tennis Sport, die sich 1908 in Lawn-Tennis und Golf umbenannte.
Gustavs älterer Bruder war der Bühnen- und Filmschauspieler Philipp Manning (* 1869; † 1951).